# Aleksandr Afanàssiev
Aleksandr Afanàssiev (rus: Александр Афанасьев)  (Bogutxar, 11 de juliol de 1826 (Julià) - Moscou, 23 de setembre de 1871 (Julià)), nom complet amb patronímic, Aleksandr Nikolàievitx Afanàssiev, rus: Александр Николаевич Афанасьев, fou un eslavista rus que va publicar més de 600 contes i històries del folklore rus - una de les col·leccions d'històries folklòriques més grans del món. La primera edició de la seva col·lecció va ser publicada en vuit fascicles, des del 1855-1867, el que li va valer la reputació de ser la contrapart russa dels germans Grimm.

## Context històric
Afanàssiev hagué de realitzar un dur treball de recopilació, ja que els contes eslaus, igual que els celtes irlandesos, no es van deixar per escrit, atès que eren exclusivament de tradició oral, un fet agreujat per les reformes del tsar Pere I el Gran, que va deixar de banda la Rússia tradicional ortodoxa-eslava per introduir en les fredes estepes el codi de vida europeu. Els boiars van ser substituïts pels ducs i marquesos. El llenguatge rus es va veure reduït a les classes mitjana-baixa de la societat russa, i la noblesa passà a parlar en francès.

## Biografia
Fou educat a Vorónej i va cursar estudis de dret a la Universitat de Moscou, on va descobrir als escriptors Konstantín Kavelin i Timofei Granovski. El seu primer treball va ser el de professor d'història antiga, però va ser acomiadat per una falsa acusació de Serguei Uvàrov, un altre escriptor de l'època.
Va ser llavors quan va dedicar la seva vida al periodisme, i va escriure articles sobre els principals escriptors russos del segle passat, amb alguns noms tan cèlebres com Nikolai Novikov, Denís Fonvizin i Antiokh Kantemir.
Va ser el 1850 quan Afanàssiev es va dedicar enterament a la seva passió de folklorista de l'anomenada Vella Rússia. Va recórrer províncies senceres i va obtenir relats d'arreu de Moscòvia. Els seus primers articles van causar gran impressió a l'escola mitològica russa d'aquella època.
Les seves principals fonts van ser els contes de la Societat Geogràfica de Rússia i algunes contribucions de Vladímir Dal.
Afanàssiev va morir pobre i oblidat a Rússia. Les seves obres no van ser publicades allà a causa de la seva amistat amb el socialista Herzen. Obligat fins i tot a vendre la seva biblioteca personal per poder subsistir, va morir de tuberculosi, a l'edat de 45 anys

## Obra
L'obra d'Afanàssiev consta d'un total de 680 contes tradicionals russos recollits en vuit volums que va realitzar de 1855 a 1863, alguns tan coneguts com Basilisa la Bella, La llegenda de Maria Morevna o El soldat i la mort.
Els seus principals articles periodístics mitològics van ser "Els bruixots i les bruixes", "Exorcisme eslau" (Sortilegi eslau) i "Llegendes paganes sobre l'Illa Buian".
Va realitzar importants estudis com a historiador i investigador literari com el Domovoi (1850), Concepcions poètiques dels eslaus sobre la naturalesa, el seu treball fonamental en 3 volums que va realitzar de 1865 a 1869, i Història dels cosacs (1871)
Afanàssiev edità un recull de la seva col·lecció per a nens que comprenen un conjunt de contes d'animals, de màgia i humorístics, sota el títol Llegendes religioses populars russes que va ser prohibit a causa de la dura censura a l'Imperi Rus (l'Església pensava que la col·lecció era blasfema); i Contes russos prohibits, una varietat de contes no imprimibles que van haver de ser publicada a Suïssa de forma anònima. El seu argument obscè i anticlerical feien impensable la seva publicació en la Rússia Imperial.
Va ser membre de la Societat Geogràfica de Rússia des del 1852. Aquesta organització va ser la impulsora de la publicació dels seus volums de contes.

## Importància
Abans de les obres d'Afanàssiev en la dècada del 1850, només s'havien fet uns pocs intents mai s'havia fet per registrar o estudiar les creences populars pagesívoles de Rússia. Tot i que l'eslau eclesiàstic havia existit en forma escrita des del segle x, va ser utilitzat gairebé de manera exclusivam per l'església i només per a obres escrites parroquials. No va ser fins als segles xviii i xix que es va desenvolupar un cos considerable de literatura secular en la llengua vernacla de Rússia. Per tant, les col·leccions d'Afanàssiev van suposar una molt valuosa contribució a la difusió i legitimació de la cultura russa i les creences populars. La influència d'aquests contes populars es pot veure en les obres de molts escriptors i compositors, en especial Nikolai Rimski-Kórsakov (Sadko, La donzella de neu) i Ígor Stravinski (L'ocell de foc, Petruixka, i Histoire du Soldat).